# Svjetska prvenstva u atletici
Svjetska prvenstva u atletici organizira Međunarodni atletski savez (IAAF), čiji je član i Hrvatski atletski savez (HAS). Prvo svjetsko prvenstvo održano je 1983. godine i to u Helsinkiju (Finska). Prvobitno su se SP održavala svake četvrte godine, a od 1993. održavaju se svake druge godine. Održavaju se neparnim godinama kako se ne bi kalendarski poklapila s još jednim velikim atletskim događajem, a to su Ljetne olimpijske igre.
Po veličini, nakon Olimpijskih igara i Svjetskog nogometnog prvenstva, to je treće sportsko natjecanje u svijetu. Održavaju se i Svjetska dvoranska prvenstva u atletici.
| Godina   | Mjesto     | Država                 | Vrijeme održavanja             | Broj sportaša | Broj nacija |
| -------- | ---------- | ---------------------- | ------------------------------ | ------------- | ----------- |
| SP 1983. | Helsinki   | Finska                 | 7. – 14. kolovoza 1983.        | 1572          | 153         |
| SP 1987. | Rim        | Italija                | 28. kolovoza - 6. rujna 1987.  | 1741          | 157         |
| SP 1991. | Tokio      | Japan                  | 23. kolovoza - 1. rujna 1991.  | 1551          | 164         |
| SP 1993. | Stuttgart  | Njemačka               | 13. – 22. kolovoza 1993.       | 1689          | 187         |
| SP 1995. | Göteborg   | Švedska                | 5. – 13. kolovoza 1995.        | 1804          | 191         |
| SP 1997. | Atena      | Grčka                  | 1. – 10. kolovoza 1997.        | 2266          | 200         |
| SP 1999. | Sevilla    | Španjolska             | 20. – 29. kolovoza 1999.       | 1944          | 203         |
| SP 2001. | Edmonton   | Kanada                 | 3. – 12. kolovoza 2001.        | 1766          | 200         |
| SP 2003. | Pariz      | Francuska              | 23. – 31. kolovoza 2003.       | 2008          | 203         |
| SP 2005. | Helsinki   | Finska                 | 6. – 14. kolovoza 2005.        | 1800          | 196         |
| SP 2007. | Osaka      | Japan                  | 24. kolovoza - 2. rujna 2007.  | 1978          | 203         |
| SP 2009. | Berlin     | Njemačka               | 15. – 23. kolovoza 2009.       | 2101          | 202         |
| SP 2011. | Daegu      | Južna Koreja           | 27. – 4. rujna 2011.           | 1848          | 204         |
| SP 2013. | Moskva     | Rusija                 | 10. – 18. kolovoza 2013.       | 1970          | 206         |
| SP 2015. | Peking     | NR Kina                | 22. – 30. kolovoza 2015.       | 1935          | 207         |
| SP 2017. | London     | Ujedinjeno Kraljevstvo | 5. – 13. kolovoza 2017.        | 2036          | 205         |
| SP 2019. | Doha       | Katar                  | 27. rujna - 6. listopada 2019. | 1972          | 209         |
| SP 2022. | Eugene     | SAD                    | 5. – 24. srpnja 2022.          | 1705          | 180         |
| SP 2023. | Budimpešta | Mađarska               | 19. – 27. kolovoza 2023.       | 2187          | 202         |
| SP 2025. | Tokio      | Japan                  | 13. – 19. rujna 2025.          |               |             |
| SP 2027. | Peking     | NR Kina                |                                |               |             |